# Buchanania attenuata
Buchanania attenuata är en sumakväxtart som beskrevs av Albert Charles Smith. Buchanania attenuata ingår i släktet Buchanania och familjen sumakväxter. Inga underarter finns listade i Catalogue of Life.